# Mariano Santos Francés
Mariano Santos Francés (Cabezón de Pisuerga, Valladolid, España; 18 de octubre de 1941) es un exfutbolista español, que se desempeñaba como centrocampista.

## Clubes
| Club        | País   | Año         | Partidos | Goles |
| ----------- | ------ | ----------- | -------- | ----- |
| Granada CF  | España | 1962 - 1973 | 239      | 13    |
| CE Sabadell | España | 1973 - 1974 | 13       | 1     |